# アピタ金沢文庫店
アピタ金沢文庫店（アピタかなざわぶんこてん）は、神奈川県横浜市金沢区釜利谷東にあるユニー株式会社のショッピングセンターである。2016年（平成28年）9月の建て替えに伴い、リニューアルオープンしている。

## 概要
金沢文庫駅西口に立地し、店舗周辺は日本で最も古い私設図書館の一つである金沢文庫や称名寺、瀬戸神社などがあり文教地区として古くから発展し、近年では首都圏のベッドタウンとして開発が進められてきた。
およそ42年営業を続けてきた旧アピタ金沢文庫店（後述）を建て替えた店舗である。鉄骨構造一部鉄筋コンクリート構造で地上4階建て。旧店舗には存在しなかった駐車場を建物自体に組み込み、螺旋状スロープで上がる方式を採用した。
「価値を身近に感じられる、生活充実店」をコンセプトにしており、アピタ初の中心に直営売場を設け、周りに専門店を配置するライフスタイル提案売場の導入など、地元密着のライフスタイル提案型ショッピングセンターを目指している。

## 沿革
- 1971年（昭和46年）10月 - 旧店舗を着工。
- 1972年（昭和47年）9月23日 - ユニー金沢文庫店（バザァル金沢文庫）として開店。
- 2004年（平成16年）5月 - 食品売場のみ営業時間を1時間延長、22時閉店とする。
- 2009年（平成21年）4月1日 - ユニーの店舗ブランド見直しに伴い、店名をアピタ金沢文庫店に変更（SC名称は残置）。
- 2014年（平成26年）
  - 5月18日 - 建て替えのため閉店。
  - 12月 - 建物の解体作業開始。
- 2015年（平成27年）
  - 2月21日 - アピタ営業本部に「アピタ金沢文庫店開店準備委員」を新設[2]
  - 9月18日 - 地鎮祭が開かれる。新築工事着手[3]
- 2016年（平成28年）
  - 7月21日 - アピタ営業本部の「アピタ金沢文庫店開店準備委員」を廃止、アピタ金沢文庫店をアピタ営業本部の「関東南営業部」に配置[4]
  - 9月16日 - アピタ金沢文庫店（2代）開店[1]。

## フロア構造
| 階   | フロア概要                     |
| ---- | ------------------------------ |
| 屋上 | 駐車場                         |
| 4階  | 駐車場                         |
| 3階  | 住まいと暮らしのフロア、専門店 |
| 2階  | ファッションのフロア、専門店   |
| 1階  | 食品のフロア、専門店           |

### 別棟
アピタ金沢文庫店には、2階建ての別棟が2棟あり、三菱UFJ銀行（旧：東海銀行）、ミスタードーナツが入居する。
三菱UFJ銀行は、過去には窓口が開いている時間帯のみアピタに直接入れる構造になっていた。2010年から建物の更新工事に伴い仮店舗に移転していたが、2011年6月6日から元の場所で営業を再開した。
2014年のアピタ旧店舗閉店後も、別棟の各店舗は引き続き営業を行なっていたが、宝くじ売場は閉鎖され、新店舗開店後に店内へ移転している。

## 主なテナント
現行店舗については、公式ウェブサイト「アピタ金沢文庫店」を参照。
1階
- サカイヤ（ドラッグストア）- 建て替え前の旧アピタ金沢文庫店から出店
- グラーノ・グラーノ（ベーカリー）[5] - 建て替え前の旧アピタ金沢文庫店から出店
- 銀座コージーコーナー（洋菓子）[6][7] - 建て替え前の旧アピタ金沢文庫店から出店
- 築地銀だこ（たこ焼き）- 建て替え前の旧アピタ金沢文庫店から出店
- 宝くじ売場 - 建て替え前の旧アピタ金沢文庫店から出店（別棟から移転）
- サンリペア（靴修理）

2階
- さが美（呉服）- 建て替え前の旧アピタ金沢文庫店から出店
- ライトオン（衣料品）- 建て替え前の旧アピタ金沢文庫店から出店
- ABCマート（靴）
- 宮脇書店（書店）
- ポポラマーマ（パスタ）
- 珈琲館（喫茶店）
- カーブス（フィットネスクラブ）

3階
- ダイソー（100円ショップ）- 建て替え前の旧アピタ金沢文庫店から出店
- めばえ教室（子供塾）[8] - 建て替え前の旧アピタ金沢文庫店から出店
- ノジマ（家電量販店）
- 和真（眼鏡・補聴器）
- イレブンカット（10分間カット）
- QBハウス（10分間カット）
- ドコモショップ（携帯電話）
- ソフトバンク（携帯電話）

別棟
- 三菱UFJ銀行 - 建て替え前の旧アピタ金沢文庫店から出店
- ミスタードーナツ - 建て替え前の旧アピタ金沢文庫店から出店

### 過去のテナント
- SUIT SELECT（紳士服）[9]

## 交通アクセス
鉄道
- 京急本線 金沢文庫駅より徒歩3分。

バス
- 京浜急行バス、横浜市営バス、大新東バス
  - 「金沢文庫駅」「金沢文庫駅西口」下車。

## 旧店舗

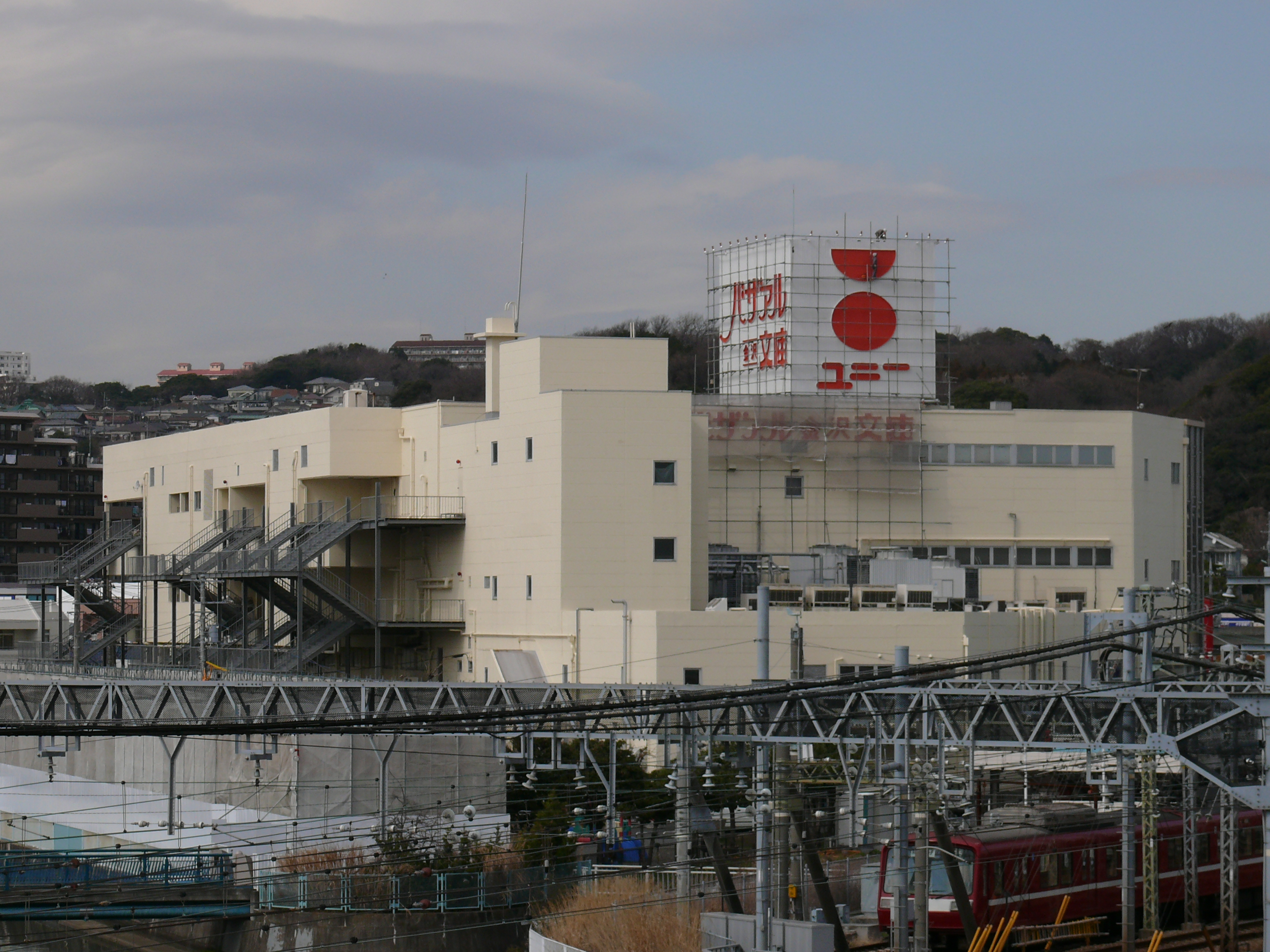
かつてのユニー金沢文庫店（2009年3月）

トヨタ自動車販売（現：トヨタ自動車）とユニーの共同出資デベロッパー「東名クラウン開発」（資本金1億円）が、会社設立後初めて開発を担当し、1972年9月23日「ユニー金沢文庫店」を核店舗とした「バザァル金沢文庫」としてオープン。関東地方のユニーでは初の大型店となった。地上4階建ての建物で、総工費は18億円。ハス田の農地跡に1971年10月着工、建設当初の開業目標は1972年5月であった。
金沢区内で大手スーパーマーケットが出店した最初の事例であり、さらに当時、スーパーマーケットがテナントとして商店会を併設するのは業界で前例がなく、区内では当店が初の専門店併設店となった。
ボウリング場「Aボウル」を誘致し、3階と4階にわたり計80レーンを設けたが、1975年にボウリング場を閉鎖し、のち1977年11月に通常の売場に改装した（そのため、3階・4階のフロアはボウリング場の名残が少々残っていた）。建て替え前の別棟（現：三菱UFJ銀行）では自動車ショールーム（トヨタ自販運営）を設けていた。
化粧室は2階のみなく、その代わり2階と1階を結ぶ階段の間に化粧室を設けていた。1階の半地下部分にあった化粧室は女性用のみ。車椅子対応の化粧室（多機能トイレ）は2005年頃に4階に新設された。
また、1985年前後はユニー戸塚店（現：アピタ戸塚店）に次いで全社で第3位の売上高があった。
2009年からは「アピタ金沢文庫店」と改称し、アピタを核におよそ22の専門店で構成。建物の築年数ではアピタとして入居する店舗ではユニーで最も古かった。駐車場は隣接していないが離れた場所に立体駐車場を設けていた。かつては1箇所だけでなく多数の駐車場を所有していた。
建物の老朽化による建て替え工事のため、2013年5月に入居している各テナントに閉店を通達した。しかし、ユニー側の対応にテナント側が閉鎖は突然かつ一方的であると反発し、一部のテナントはアピタの閉店日である2014年5月18日以降も営業を続けていたが、同年10月末までに退去。2014年12月から翌2015年8月にかけて熊谷組の主導で建物の解体作業が行われた。
金沢文庫駅前で唯一の大型商業施設であり、かつユニーから閉店後の再出店計画について説明がなかったことから、地域住民は買い物難民となることを危惧して横浜市へ仮店舗設置の陳情書を提出したが、ユニーはこれに対し、敷地が狭小で仮店舗建築用地の確保が困難なことなどを理由に断った上で、できるだけ速やかに店舗を建て替え営業再開する事が最善である、と回答している。
休業後、ユニーグループ・ホールディングスの2014年2月期の決算書では、2016年2月期の再開店を目指すとしていた。
| 階  | フロア概要                                     |
| --- | ---------------------------------------------- |
| 4階 | スポーツ用品、自転車、家電、インテリア、専門店 |
| 3階 | こども服、おもちゃ、ゲーム、専門店             |
| 2階 | 婦人服、紳士服、専門店                         |
| 1階 | 食品売場、専門店                               |

### 旧店舗の過去のテナント
- ぴあコバヤシ（玩具店）1階
- 梁山泊 アピタ金沢文庫店（中華レストラン）1階[18]
- ロッテリア - 1階。現在の野菜売場付近に存在した。
- スガキヤ - 撤退直前までは1階と4階の2店舗を展開していた。
- マクドナルド
- ジュエリーマキ
- カメラのキタムラ（カメラ・DPE）3階
- ボタンヤ（文具店）3階
- エラート（レコード店）3階
- 岩下書店（書店）3階

## 神奈川県内のアピタの店舗
- アピタ日吉店 - 1977年開業、2016年閉店（旧称：サンテラス日吉）
- アピタ戸塚店 - 1983年開業（旧称：サンテラス戸塚）
- アピタ長津田店 - 2005年開業（現：カエデウォーク長津田）
- アピタテラス横浜綱島 - 2018年開業